# Saison 3 de Magnum
Chronologie
Saison 2 Saison 4
Cet article présente le guide des épisodes de la troisième saison de la série télévisée américaine Magnum.

## Saison 3 (1982-1983)
Haut de page